# Intel Flex Memory
La tecnologia Intel Flex Memory offre una funzionalità molto interessante per rendere maggiormente versatili gli aggiornamenti hardware dei PC.
Sviluppata da Intel, consente di installare banchi di memoria RAM DDR2 di dimensioni differenti pur rimanendo in modalità dual channel, cosa che fino ad ora limitava la quantità massima di memoria vista dal sistema al doppio della dimensione del banco meno capiente.
Tra i chipset che supportano tale tecnologia troviamo l'i955X.